# Rioblanco
Rioblanco ist eine Gemeinde (municipio) im Departamento Tolima in Kolumbien. Rioblanco hat Anteil an den Naturparks Las Hermosas und Nevado del Huila.

## Geographie
Rioblanco liegt im Südwesten von Tolima, in der Provinz Sur auf einer Höhe von 900 m ü. NN etwa 156 km von Ibagué entfernt und hat eine Jahresdurchschnittstemperatur von 24 °C. Die Gemeinde grenzt im Norden an Chaparral, im Osten an Ataco, im Süden an Planadas und im Westen an Buga, El Cerrito, Palmira, Pradera und Florida im Departamento Valle del Cauca sowie an Miranda im Departamento del Cauca.

## Bevölkerung
Die Gemeinde Rioblanco hat 24.139 Einwohner, von denen 4702 im städtischen Teil (cabecera municipal) der Gemeinde leben (Stand: 2019).

## Geschichte
Das Gebiet der heutigen Gemeinde Rioblanco wurde erst Ende des 19. Jahrhunderts auf der Suche nach Kautschuk und Chinarinde erschlossen. In der Folge wurden erste Siedlungen gegründet, aus denen schließlich um 1902 das heutige Rioblanco hervorging. Seit 1948 hat Rioblanco den Status einer Gemeinde.

## Wirtschaft
Die wichtigsten Wirtschaftszweige von Rioblanco sind Landwirtschaft und Handel. Insbesondere werden Kaffee, Kakao, Zuckerrohr und Bohnen angebaut und gehandelt. Zudem werden Tiere gehalten und Milch produziert.